# Accademia (album)
Accademia è il primo album dell'omonimo gruppo italiano, pubblicato dalla Ariston (catalogo AR/LP 12388) nel 1981.

## I brani
Tutti i brani sono editi dalle Edizioni musicali Ariston.
Tutte le musiche sono composte da Leonardo e Rocco Schiavone, mentre i testi sono scritti da Cristiano Minellono (A1, A2, B1 e B2), Leonardo Risté (tranne A3 e A4) e Sergio Bardotti (A3 e A4).
Il cavaliere del vento, che è la traccia di apertura dell'album, è il brano presentato alla 18ª edizione del Festivalbar – svoltasi a Sottomarina – dove la band vince la selezione "Discoverde".

## Tracce

### Lato A
1. Il cavaliere del vento (Festivalbar 1981) – 4:27
2. E la mente va – 4:20
3. Va come va – 3:28
4. Dietro l'angolo – 4:13

Durata totale: 16:28

### Lato B
1. Conservatorio – 4:24
2. Un passo e poi – 3:35
3. La città – 4:15
4. Biancaneve – 4:52

Durata totale: 17:06

## Formazione
- Leonardo Schiavone – voce solista, chitarra 12 corde, clarinetto, sax soprano, flauto
- Rino Trasi – chitarra class- ed elettr(ica), chitarra 12 corde, salterio, voce solista[1], cori
- Claudio Frigerio – violoncello, chitarra folk ed elettrica, cori
- Giuseppe Cattaneo – piano Steinway coda lunga, piano Fender, organo Hammond, clavicembalo, voce solista[1], cori
- Fabio Amodio – batteria, timpani, effetti percussione
- Leonardo Risté – basso